# Simon Ward
Simon Anthon Fox Ward, född 16 oktober 1941 i Beckenham, London, död 20 juli 2012 i London, var en brittisk skådespelare.

## Rollista i urval
- 1968 – If....
- 1972 – Churchills äventyrliga ungdom
- 1973 – De tre musketörerna
- 1974 – De fyra musketörerna
- 1976 – Helvetet i skyn
- 1979 – Sabina
- 1979 – Striden i gryningen
- 1984 – Supergirl
- 1985 – De korsikanska bröderna
- 1988 – Med smak för döden (miniserie)
- 1989 – Jorden runt på 80 dagar (miniserie)
- 1992 – Lovejoy (TV-serie) (2 avsnitt)
- 1992 – Svindlande höjder
- 2006 – Tillbaka till Aidensfield (TV-serie) (1 avsnitt)
- 2009–2010 – The Tudors (TV-serie) (17 avsnitt)